# Осипова Марія Борисівна
Марі́я Бори́сівна Осипова (27 грудня 1908 — 5 лютого 1999) — Герой Радянського Союзу (1943). Розвідниця і партизанка у роки Німецько-радянської війни, одна із організаторів ліквідації Вільгельма Кубе — генерального комісара Білорусі. Після війни депутат Верховної Ради Білоруської РСР 2-5 скликань. Член Верховного суду БРСР. Почесна громадянка Мінська. Праведник народів світу.

## Життєпис
Народилась 27 грудня 1908 року в поселені Серковиці Верхньодвінськ (зараз у Толочинському районі Вітебській області Білорусі) у родині робітників. Білоруска. Почала працювати з 13 років, як і батьки, на скляному заводі.
Член ВКП(б) з 1928 року.
У 1935 році закінчила в Мінську Вищу сільськогосподарську партійну школу та Мінський юридичний інститут у 1940 році.
У роки німецько-радянської війни була керівником підпільної групи в Мінську. Під час війни разом з донькою Тамарою рятувала євреїв, допомагаючи їм тікати з Міського гетто та надаючи їм притулок у власній квартирі.
Марія Осипова найвідоміша тим, що з великим для себе ризиком пронесла від партизанів у Мінськ спеціальну міну для вбивства генерального комісара Білорусі Вільгельма Кубе. Роботу з ліквідації Кубе виконала покоївка Олена Мазаник, яку перед тим завербувала інша підпільниця — Надія Троян.
Після війни жила в Мінську. Була депутатом Верховної Ради Білоруської РСР 2—5 скликань, членом Верховного суду БРСР та республіканського Комітету захисту миру.
Померла 2 лютого 1999 року.

## Нагороди
10 жовтня 1943 року Марії Борисівні Осиповій присвоєно звання Герой Радянського Союзу, разом з Оленою Мазаник та Надією Троян. З 1968 почесна громадянка Мінська.
Також нагороджена:
- орденом Леніна (18 серпня 1945)
- орденом Трудового Червоного Прапора
- орденом Вітчизняної війни 1-го ступеня
- медалями
- Праведник народів світу (1995, разом з донькою Тамарою Осиповою[2])